# Happiness (álbum de Hurts)
Happiness (En español: Felicidad) es el álbum debut de estudio de la banda inglesa de synthpop Hurts. Fue lanzado en el Reino Unido el 6 de septiembre de 2010. Incluye los temas que lo precedieron Better Than Love y su mayor éxito Wonderful Life. En el álbum se incluye, también, un dueto con Kylie Minogue llamado "Devotion". Antes de ser lanzado el álbum en Amazon.com fue lanzado el sencillo Happiness, canción que no fue incluida en el disco con el mismo nombre, como forma de promoción del disco. Recibió críticas mixtas de los críticos de música. Debutó en el número cuatro en el UK Albums Chart y encabezó las listas de venta de álbumes griegas. El álbum alcanzó el puesto número dos en Austria, Alemania, Polonia y Suiza. También alcanzó su punto máximo dentro de los diez primeros en Dinamarca, Finlandia, Irlanda y Suecia.

## Crítica
Ha cosechado críticas mixtas de los críticos de música. En Metacritic logró una puntuación de 58 en 100, basada en 9 reseñas. Alexis Petridis de The Guardian le dio al álbum dos de cinco estrellas y escribió: "Te dará la sensación de que Hurts pasó más tiempo viendo cómo hacer más interesante a su historia de fondo que a su música", y que en algunos temas el cantante Hutchcraft suena como "uno de los títeres que anuncia Dolmio, pero en medio de una crisis romántica". 
Dorian Lynskey de la revista Q Magazine dio una reseña mixta, afirmando que el dúo "aprendió todas las lecciones equivocadas de los 80's" y llamando al álbum un "deprimente y ordinario conjunto de melodías exageradas y mohosos clichés líricos [...], extravagantemente adornado con coros y orquestas". 
Teddy Jamieson de The Miami Herald estableció que la banda tiene "oído para los enganches, pero que Happiness se sientente muy sintético (y no de una forma disfrutable, de ciencia ficción)" que "dentro del exterior sintético se esconden estructuras ortodoxas, coros demasiado extensos y una desesperación por llegar al estrellato dentro del mundo pop", sin embargo consideró que "hay un par de destellos de ingenio e inteligencia en lo profundo del álbum". 
Andrzej Lukowski de Drowned in Sound felicitó a los sencillos "Wonderful Life" y "Better Than Love", pero consideró que en otros lugares el registro no es "necesariamente atractivo" y que se puede encontrar una mezcla entre "la música fina" y "los adornos desesperadamente torpes". 
Andy Gill de The Independent le dio al álbum tres de cinco estrellas y escribió: "Es eficiente y elegante, pero carece de innovación". Fiona Pastor de The Scotsman dijo que el dúo de "tiene la apariencia y el sonido fuera de época - y probablemente les guste que sea así", describió el álbum como "pop urbano pero banal", pero con alguna "referencia ocasional al siglo XXI".
Sam Shepherd de musicOMH le dio al álbum tres estrellas de cinco y dijo que "hay una veta melancólica que recorre todo el álbum que, combinado con la producción pulida, tiene éxito en el logro de una grandeza glacial a cada una de estas canciones" y advirtió que "aún baladas atroces como <The Water> y <Unspoken> es casi seguro que se pasen por alto al lado de los sonidos con clase de <Wonderful life> o el himno glorioso de <Better Than Love>". Simon Gage del diario Express consideró que el las canciones son "reflexivas, melancólicas y muy modernas" y se dio cuenta de que el álbum tiene "un verdadero sentido de estilo que ha estado ausente en el pop británico desde hace algún tiempo".
Lucas Lewis, de la NME, galardonó al álbum con ocho de diez puntos y elogió a las canciones como "terriblemente bien elaboradas"  ocho de cada diez, elogió las canciones como "terriblemente bien elaboradas" y "con líneas limpias e inmaculadamente bien escritas" y describió el álbum como "sin sentido escapista ondulante que eleva el ritmo cardíaco, golpea una sonrisa en su cara y sonidos divinos en estado de ebriedad ". Joe Copplestone de PopMatters dijo que el dúo canta "lírica mensajes sencillos de amor, dolor y anhelo que la mayoría de los actos del pop no pudo entregar sinceramente si intentaban" y afirmó que "probablemente ha publicado el ' cool 'álbum del año ", lo que nueve de cada diez.

## Lista de canciones

### Formato original
| N.º | Título                           | Escritor(es)        | Duración |  |
| 1.  | «Silver Lining»                  | Hurts, The Nexus    | 4:58     |  |
| 2.  | «Wonderful Life»                 | Hurts, Joseph Cross | 4:14     |  |
| 3.  | «Blood, Tears & Gold»            | Hurts, The Nexus    | 4:18     |  |
| 4.  | «Sunday»                         | Hurts               | 3:52     |  |
| 5.  | «Stay»                           | Hurts               | 3:55     |  |
| 6.  | «Illuminated»                    | Hurts, The Nexus    | 3:18     |  |
| 7.  | «Evelyn»                         | Hurts               | 3:54     |  |
| 8.  | «Better Than Love»               | Hurts, Joseph Cross | 3:33     |  |
| 9.  | «Devotion» (Feat. Kylie Minogue) | Hurts               | 4:12     |  |
| 10. | «Unspoken»                       | Hurts               | 4:46     |  |
| 11. | «The Water»                      | Hurts               | 3:41     |  |
| 12. | «Verona» (Canción Oculta)        |                     | 2:14     |  |

### Pistas adicionales
| N.º | Título                                | Duración |  |
| 12. | «Better Than Love» (Tiefschwarz Mix)  | 4:14     |  |
| 13. | «Affair»                              | 6:26     |  |
| 14. | «Mother Nature»                       | 2:50     |  |
| 15. | «Better Than Love» (Jamaica Remix)    | 4:19     |  |
| 16. | «Wonderful Life» (Arthur Baker Remix) | 6:43     |  |

### Happiness Deluxe

#### Álbum
1. Silver Lining
2. Wonderful Life
3. Blood, Tears & Gold
4. Sunday
5. Stay
6. Illuminated
7. Better Than Love
8. Evelyn
9. Devotion
10. Unspoken
11. The Water
12. Verona
13. Affair
14. Happiness
15. Mother Nature
16. Confide In Me
17. Sunday (Demo)
18. Devotion (Demo)
19. All I Want for Christmas is New Year’s Day

#### DVD
Hurts - Live In Berlin:
1. Silver Lining
2. Wonderful Life
3. Happiness
4. Blood Tears and Gold
5. Evelyn
6. Sunday
7. Verona
8. Unspoken
9. Mother Nature
10. Devotion
11. Confide in Me
12. Illuminated
13. Stay
14. Gloomy Sunday
15. Better Than Love

Videos musicales
1. Blood Tears & Gold
2. Wonderful Life (original)
3. Better Than Love
4. Wonderful Life
5. Stay
6. Sunday
7. Illuminated
8. All I want for Christmas is New Year’s Day

## Sencillos
- "Better Than Love" fue lanzado como el primer sencillo el 23 de mayo de 2010 en el Reino Unido. Fue 12 en Bélgica, y logró ser Top 100 en Reino unido, República Checa y Países Bajos.
- "Wonderful Life" fue el segundo sencillo lanzado el 22 de agosto de 2010 en el Reino Unido. Fue lanzado previamente como el primer sencillo de la banda en Dinamarca el 3 de mayo de 2010. Según el cantante Theo Hutchcraft la canción es acerca de dos extremos ", siendo el primer hombre que quiere matarse a sí mismo y el ser segundo amor a primera vista." La canción debutó en el número veintiuno en el Reino Unido, y alcanzó el puesto número dos en Alemania. Llegó diez primeras posiciones en Austria, Dinamarca y Suiza.
- "Stay" lanzado como sencillo el 15 de noviembre de 2010. El Sencillo logró entrar al top 50 de Reino unido y al Top 20 de Bélgica.
- "Sunday" lanzado como sencillo el 27 de febrero de 2011. Logró ser un Top 100 en Reino Unido.
- "Illuminated" fue lanzado como quinto sencillo el 1 de mayo de 2011.[1]
- "Blood, Tears & Gold" será lanzado como sexto sencillo del álbum.

## Personal
En Orden de aparición:
- Hurts - letras, música, productor, programación y los instrumentos
- The Nexus - la música, la producción adicional, la programación, los instrumentos y la producción adicional
- Jonas Quant – productor, programación, los instrumentos, la producción adicional y teclados
- Stephen Kozmeniuk - guitarras, guitarras adicionales y de ingeniería
- Paul Mendonca - coros, coro y guitarras
- Joseph Cross - la música, productor, e instrumentos de programación
- Hilary Marsden - saxofón y clarinete
- Salome Kent – violín
- Salome Kent – violín
- Tina Sunnero - coro
- Jennifer Götvall - coro
- Karianne Arvidsson – coro
- Malin Abrahamsson - coro
- Johan Hakansson - tambores
- Kylie Minogue - voz adicional sobre "Devotion"
- Simon Hale - arreglo de cuerdas y orquesta de cuerdas
- The London Studio Orchestra – cadenas
- Perry Montague-Mason - concertino
- Niall Acott - grabación de cuerdas
- Mark Stent - mezcla
- George Marino - Masterización de audio
- Matt Vines - gestión
- Mark Gillespie - gestión
- Richard "Biff" Stannard - A&R
- Adam Clough - adicional de A&R
- Paul Smith - adicional de A&R
- Pablo Lisberg - adicional de A&R
- Samuel Muir - diseño
- Laurence Ellis - Fotografía de la portada

## Posicionamiento
| Listas (2010)                   | Posiciones |
| ------------------------------- | ---------- |
| Australian Albums Chart         | 77         |
| Austrian Albums Chart           | 2          |
| Belgian Albums Chart (Flanders) | 11         |
| Belgian Albums Chart (Wallonia) | 34         |
| Danish Albums Chart             | 7          |
| Dutch Albums Chart              | 18         |
| European Top 100 Albums         | 6          |
| Finnish Albums Chart            | 3          |
| German Albums Chart             | 2          |
| Greek Albums Chart              | 1          |
| Irish Albums Chart              | 9          |
| Italian Albums Chart            | 16         |
| Polish Albums Chart             | 2          |
| Spanish Albums Chart            | 47         |
| Swedish Albums Chart            | 4          |
| Swiss Albums Chart              | 2          |
| UK Albums Chart                 | 4          |